# マンジャーレ! ノンナのレストランへようこそ
『マンジャーレ! ノンナのレストランへようこそ』（原題：Nonnas）は、スティーブン・チョボスキー監督、リズ・マッキー脚本、ヴィンス・ヴォーン主演の2025年のアメリカ合衆国のコメディ映画。

## キャスト
※括弧内は日本語吹替。
- ジョー・スカラヴェラ: ヴィンス・ヴォーン（てらそままさき）
- ジア: スーザン・サランドン（一龍斎春水）
- ロベルタ: ロレイン・ブラッコ（野村須磨子）
- テレサ: タリア・シャイア（久保田民絵）
- アントネッラ: ブレンダ・ヴァッカロ（小宮和枝）
- オリヴィア: リンダ・カーデリーニ（魏涼子）
- ステラ: ドレア・ド・マッテオ（雨蘭咲木子）
- ブルーノ: ジョー・マンガニエロ（宮内敦士）
- アル: マイケル・リスポリ
- エドワード・デュラント: キャンベル・スコット（及川いぞう）

- 日本語吹替版その他出演：反町有里、罍陽子、金馬貴之、原田翔平、小野寺悠貴、草野峻平、久保貫太郎、山口恵、中村おとわ、杏寺円花、アナンド雪

- 日本語吹替版制作スタッフ 翻訳：尾山恵美、演出：カーフット善、調整：武田将仁、録音：角永凌真、制作進行：佐藤彩、制作スタジオ：ACクリエイト

## 制作
撮影は2023年5月から6月にかけてニュージャージー州のジャージーシティ、ホーボーケン、ベイヨン、パターソン、リンデン、エリザベス、エジソンなど様々な場所で行われた。

## 公開
2024年9月、Netflixはオークションでこの映画の世界配給権を2000万ドル以上で獲得し、2025年に公開する予定だった。2025年5月9日に公開された。